# Михаило Јасит
Михаило Јасит (грч. Μιχαηλ Ιασιτης; латински: Микхаел Иаситес;† 15. март н.е. 1117) је био византијски аристократа из породице Јасита, зет цара Алексија I Комнина. Рођен са световним именом Михаило, живот је завршио као монах са именом Атанасије.
Михаил Јасит је син протонамесника и Прималаца молби Константина Јасита. Његова мајка је била ћерка севаста Константина, који је био нећак патријарха Михаила Керуларија, што Михаила ставља у сродство са породицама Макремволитса, Диогена и Дука.
Михаил Јасит се оженио Евдокијом Комнином (* 14. јануара 1094; † око 1130/1131), ћерком византијског цара Алексија I Комнина († 1118) и Ирине Дукине († 1123/1133), рођеном у пурпуру. Била је сестра византијског цара Јована II Комнина и Ане Комнине.
Имали су двоје деце:
- Алексије Јасит (* 1112/1115; † 17. март)[6]
- дете, по некима – ћерка по имену Ирина Јаситина, удата за Лава Рогерија.[6]

У хроници Јована Зонаре помиње се да је царицу Ирину нервирало охоло понашање њеног зета, који се према њеној ћерки није понашао како приличи принцези рођеној у пурпуру и често је жалостио и саму царицу, па је током једне болести своје ћерке царица Ирина је приморала Евдокију да се замонаши и протерала њеног зета из палате.
После раставе са Евдокијом, Михаил Јасит је примио монаштво под именом Атанасије. Са овим монашким именом помиње се у тзв. Споменик породици царице Ирине Дукине, постављен у литургијски типик манастира Христа Човекољубца. Дан његове смрти – 15. март – такође је назначен у овом документу. Чињеница да је његово сећање одано у повељи манастира који је основала царица Ирина говори да је у једном тренутку неодговорно понашање Михаила Јасита заборављено и он је као царев зет нашао достојно место у царској породици.